# Nadia Hohn
Œuvres principales
Le Costume de Malaika
Le Carnaval de Malaika
Nadia Hohn est une éducatrice et autrice de livres pour enfants canado-jamaïcaine. Elle a été remarquée par la critique pour ses livres destinés aux jeunes lecteurs, notamment son premier album illustré, Le Costume de Malaika. 

## Biographie
Née de parents jamaïcains émigrés au Canada dans les années 1970, Nadia L. Hohn grandit à Toronto, en Ontario,,. Au lycée, elle écrit pour le journal de celui-ci, et commence ensuite à contribuer à des journaux communautaires et universitaires. À 20 ans, elle obtient un stage à New York lors duquel elle écrit des articles pour le magazine Psychology Today.
En 2010, Hohn s’inscrit à un cours d’écriture pour enfants au George Brown College de Toronto, où elle écrit une première version du Costume de Malaika,. La même année, elle se voit diagnostiqué un cancer de la thyroïde, une expérience qui, selon elle, stimule son ambition de faire publier ses écrits. Ses deux premiers livres, Music et Media, sont publiés dans la collection Sankofa de l’éditeur Rubicon en 2015.
Elle publie son premier album illustré, Le Costume de Malaika, en 2016. L’album, illustré par Irene Luxbacher, raconte l’histoire d’une jeune fille se préparant à célébrer le carnaval dans les Caraïbes alors que sa mère travaille au Canada,. Le manuscrit de l’album remporte le Helen Isobel Sissons Canadian Children’s Story Award, qui récompense la diversité dans la littérature jeunesse. L’album reçoit également une mention honorable au prix Américas 2017 du Consortium of Latin American Studies Programs,. 
La suite du Costume de Malaika, Le Carnaval de Malaika, raconte l’adaptation de la jeune fille à sa nouvelle vie au Canada. Un critique de la revue Kirkus Reviews écrit en 2017 que le livre de Hohn « montre le contraste entre les cultures des Caraïbes et du Canada avec tendresse, et une profonde compréhension des deux »,. 
En 2019, Hohn publie une biographie illustrée de la poétesse jamaïcaine Louise Bennett-Coverley, A Likkle Miss Lou, chez Owlkids (groupe Bayard). Il est nommé l’un des meilleurs livres pour enfants canadiens en 2019 par CBC Books.
Hohn vit à Toronto, où elle enseigne le français, la musique et les arts dans une école primaire alternative.

## Publications
- (en) Music, Rubicon, coll. « Sankofa », 2015, 48 p. (ISBN 978-1-77058-945-2)
- (en) Media, Rubicon, coll. « Sankofa », 2015, 48 p. (ISBN 978-1-77058-834-9)
- Le Costume de Malaika (ill. Irene Luxbacher), Scholastic, 2016, 32 p. (ISBN 978-1-55498-754-2)
- Le Carnaval de Malaika (ill. Irene Luxbacher), Scholastic, 2017, 32 p. (ISBN 978-1-55498-920-1)
- (en) Harriet Tubman : Freedom Fighter (ill. Gustavo Mazali), HarperCollins, 2019, 32 p. (ISBN 978-0-06-243285-8)
- (en) A Likkle Miss Lou : How Jamaican Poet Louise Bennett Coverley Found Her Voice (ill. Eugénie Fernandes), Owlkids Books, 2019, 32 p. (ISBN 978-1-77147-350-7)

## Récompenses
- Helen Isobel Sissons Canadian Children's Story Award en 2016 pour Le Costume de Malaika[14]
- prix littérature jeunesse de la Fédération des enseignants de l'élémentaire de l'Ontario en 2016 pour Le costume de Malaika[14]